# Championnats d'Europe d'aviron 2013
Navigation
Édition 2012 Édition 2014
Les championnats d’Europe d’aviron 2013, se sont tenus du 31 mai au 2 juin 2013 à Séville, en Espagne.

## Podiums

### Hommes
| Épreuves                           | Or | Or            | Argent | Argent        | Bronze | Bronze        |
| ---------------------------------- | --- | ------------- | --- | ------------- | --- | ------------- |
| Skiff poids légers LM1x            | Danemark Henrik Stephansen | 7 min 37 s 93 | Portugal Pedro Fraga | 7 min 38 s 84 | Allemagne Jonathan Koch | 7 min 48 s 42 |
| Skiff M1x                          | Tchéquie Ondřej Synek | 7 min 36 s 35 | Allemagne Marcel Hacker | 7 min 40 s 75 | Pays-Bas Roel Braas | 7 min 45 s 95 |
| Deux de pointe poids légers LM2−   | Suisse Simon Niepmann Lucas Tramèr | 7 min 23 s 21 | Italie Guido Gravina Giorgio Tuccinardi | 7 min 24 s 52 | Espagne Xavier Vela Maggi Daniel Sigurbjörnsson | 7 min 25 s 79 |
| Deux de couple M2x                 | Italie Francesco Fossi Romano Battisti | 6 min 37 s 05 | Lituanie Rolandas Maščinskas Saulius Ritter | 6 min 37 s 67 | Norvège Nils Jakob Hoff Kjetil Borch | 6 min 38 s 97 |
| Deux de pointe M2-                 | Serbie Nenad Beđik Nikola Stojić | 7 min 2 s 59  | Pologne Wojciech Gutorski Jarosław Godek | 7 min 4 s 98  | Pays-Bas Rogier Blink Mitchel Steenman | 7 min 8 s 27  |
| Deux de couple poids légers LM2x   | France Stany Delayre Jérémie Azou | 6 min 56 s 61 | Norvège Kristoffer Brun Are Strandli | 6 min 58 s 96 | Suisse Simon Schürch Mario Gyr | 6 min 59 s 40 |
| Quatre de couple M4x               | Allemagne Karl Schulze Paul Heinrich Lauritz Schoof Tim Grohmann                                                                                 | 5 min 45 s 17 | Pologne Dawid Grabowski Konrad Wasielewski Piotr Licznerski Adam Wicenciak                                                                                  | 6 min 9 s 51  | Italie Matteo Stefanini Simone Venier Luca Rambaldi Simone Raineri                                                                                     | 6 min 9 s 59  |
| Quatre de pointe M4-               | Pays-Bas Boaz Meylink Kaj Hendriks Mechiel Versluis Robert Lücken                                                                                | 6 min 21 s 79 | Roumanie Marius Cozmiuc George Palamariu Cristi-Ilie Pirghie Florin Curuea                                                                                  | 6 min 23 s 83 | Allemagne Toni Seifert Felix Wimberger Malte Jakschik Max Planer                                                                                       | 6 min 24 s 94 |
| Quatre de pointe poids légers LM4- | Danemark Kasper Winther Jacob Larsen Jacob Barsøe Morten Jørgensen                                                                               | 6 min 27 s 28 | Tchéquie Jan Vetešník Ondřej Vetešník Jiří Kopá Miroslav Vraštil                                                                                            | 6 min 29 s 68 | France Franck Solforosi Guillaume Raineau Augustin Mouterde Thomas Baroukh                                                                             | 6 min 30 s 38 |
| Huit M8+                           | Allemagne Maximilian Munski Hannes Ocik Maximilian Reinelt Felix Drahotta Anton Braun Richard Schmidt Kristof Wilke Eric Johannesen Martin Sauer | 5 min 59 s 00 | Pologne Marcin Brzeziński Piotr Juszczak Mikołaj Burda Piotr Hojka Zbigniew Schodowski Michał Szpakowski Krystian Aranowski Rafał Hejmej Daniel Trojanowski | 6 min 0 s 31  | Pays-Bas Sjoerd de Groot Ruben Knab Gerbren Spoelstra Thomas Doornbos Vincent van der Want Boudewijn Roell David Kuiper Govert Viergever Peter Wiersum | 6 min 0 s 93  |

### Femmes
| Épreuves                         | Or | Or            | Argent | Argent        | Bronze | Bronze        |
| -------------------------------- | --- | ------------- | --- | ------------- | --- | ------------- |
| Skiff poids légers LW1x          | Grèce Aikaterini Nikolaidou | 8 min 32 s 92 | Autriche Michaela Taupe-Traer | 8 min 36 s 59 | Pays-Bas Marie-Anne Frenken | 8 min 39 s 14 |
| Skiff W1x                        | Tchéquie Mirka Knapková | 8 min 15 s 48 | Autriche Magdalena Lobnig | 8 min 18 s 24 | Pays-Bas Inge Janssen | 8 min 21 s 30 |
| Deux de couple W2x               | Lituanie Donata Vištartaitė Milda Valčiukaitė | 7 min 21 s 87 | Pologne Magdalena Fularczyk Natalia Madaj | 7 min 28 s 34 | Biélorussie Ekaterina Karsten Yuliya Bichyk | 7 min 31 s 94 |
| Deux de pointe W2-               | Roumanie Cristina Grigoraș Andreea Boghian | 7 min 49 s 09 | Allemagne Kerstin Hartmann Marlene Sinnig | 7 min 51 s 56 | Ukraine Svitlana Novichenko Anna Kontseva | 7 min 51 s 26 |
| Deux de couple poids légers LW2x | Italie Laura Milani Elisabetta Sancassani | 7 min 37 s 92 | Allemagne Lena Müller Anja Noske | 7 min 42 s 64 | Pologne Weronika Deresz Katarzyna Wełna | 7 min 47 s 10 |
| Quatre de couple W4x             | Allemagne Annekatrin Thiele Carina Baer Julia Richter Britta Oppelt                                                                                     | 6 min 45 s 01 | Pays-Bas Wianka van Dorp Sophie Souwer Lisa Scheenaard Nicole Beukers                                                                         | 6 min 48 s 67 | Italie Laura Schiavone Giada Colombo Sara Magnaghi Gaia Palma | 6 min 49 s 57 |
| Huit W8+                         | Roumanie Roxana Cogianu Ionela Zaharia Cristina Grigoraș Irina Dorneanu Adelina Cojocariu Andreea Boghian Camelia Lupascu Nicoleta Albu Daniela Druncea | 6 min 41 s 83 | Allemagne Lisa Kemmerer Anne Becker Sophie Paul Ulrike Sennewald Michaela Schmidt Ronja Schuette Julia Lepke Kathrin Marchand Laura Schwensen | 6 min 50 s 20 | Russie Yulia Inozemtseva Oxana Strelkova Anastasia Karabelshikova Aleksandra Fedorova Tatiana Afinogenova Anastasia Tikhanova Elizaveta Tikhanova Anastasia Zhukova Ksenia Volkova | 6 min 53 s 32 |

## Tableau des médailles par pays
- Pays organisateur (Espagne)

| Rang  | Nation      | Or | Argent | Bronze | Total |
| ----- | ----------- | -- | ------ | ------ | ----- |
| 1     | Allemagne   | 3  | 4      | 2      | 9     |
| 2     | Italie      | 2  | 1      | 2      | 5     |
| 3     | Tchéquie    | 2  | 1      | 0      | 3     |
| 3     | Roumanie    | 2  | 1      | 0      | 3     |
| 5     | Danemark    | 2  | 0      | 0      | 2     |
| 6     | Pays-Bas    | 1  | 1      | 5      | 7     |
| 7     | Lituanie    | 1  | 1      | 0      | 2     |
| 8     | France      | 1  | 0      | 1      | 2     |
| 8     | Suisse      | 1  | 0      | 1      | 2     |
| 10    | Grèce       | 1  | 0      | 0      | 1     |
| 10    | Serbie      | 1  | 0      | 0      | 1     |
| 12    | Pologne     | 0  | 4      | 1      | 5     |
| 13    | Autriche    | 0  | 2      | 0      | 2     |
| 14    | Norvège     | 0  | 1      | 1      | 2     |
| 15    | Portugal    | 0  | 1      | 0      | 1     |
| 16    | Biélorussie | 0  | 0      | 1      | 1     |
| 16    | Russie      | 0  | 0      | 1      | 1     |
| 16    | Espagne     | 0  | 0      | 1      | 1     |
| 16    | Ukraine     | 0  | 0      | 1      | 1     |
| Total | Total       | 17 | 17     | 17     | 51    |